# Augustine Le May
Pour les articles homonymes, voir Le May.
Augustine Le May est une résistante française, née le 9 février 1915, morte le 28 août 2001. Agricultrice, elle a caché trois Juifs à Buléon dans le Morbihan, pendant la Seconde Guerre mondiale ; elle est reconnue Juste parmi les nations.

## Biographie
Augustine Faucheux est née le 9 février 1915. Elle épouse un agriculteur, Georges Le May, qui part pour la guerre en 1939 et reste prisonnier de guerre, détenu en Autriche ; Augustine Le May se retrouve alors seule avec quatre jeunes enfants : les deux jumeaux Gérard et Abel, un troisième fils, Georges, et une fille, Chantal. Elle doit gérer seule la ferme, à Carassoué sur la commune de Buléon, dans le Morbihan,,.
La famille Langer est une famille juive venue de Pologne à Paris en 1920-1922. Madame Langer est arrêtée lors de la rafle du Vélodrome d'Hiver en juillet 1942 et déportée à Auschwitz. Son mari, Michel Langer, cache alors deux de ses fils en région parisienne, et se cache lui-même dans un asile psychiatrique. Là, une infirmière lui donne l'adresse de sa sœur qui pourrait les cacher moyennant finance. Michel Langer part avec sa mère et avec son troisième fils, pour vivre en pension chez cette dame,. 
Quand ils n'ont plus d'argent, les Langer quittent leur logement et trouvent refuge dans la même région chez Augustine Le May qui les accueille « avec bienveillance », les abrite en plus de ses quatre enfants et s'efforce de subvenir à leurs besoins. Michel Langer et son fils aident aux travaux de la ferme ou à fabriquer des sabots, la grand-mère fait du crochet,. Mais ils sont dénoncés en avril 1944 par la personne qui les avait hébergés et ne recevait plus d'argent de leur part,. 
Augustine Le May est prévenue de l'arrivée des Allemands par une jeune fille venue en courant,. Michel Langer s'échappe et se cache en forêt dans un tronc d'arbre. Le fils et la grand-mère se cachent dans une cabane en bois où les Allemands les trouvent, les interrogent violemment et frappent le jeune, la grand-mère révèle alors qu'ils sont juifs, ; ils sont arrêtés et détenus tous deux en différents lieux, puis en septembre 1944 devant l'avance alliée ils sont déportés en train vers l'est, ; le jeune Maurice Langer s'évade près de Belfort en profitant d'un ralentissement du train, et rejoint la Résistance. De son côté, son père Michel Langer se cache chez une tante d'Augustine Le May, puis dans un hôpital grâce à un médecin et à des religieuses, puis rejoint le maquis dans le secteur de Josselin et Ploërmel, où il combat jusqu'à la Libération. Après la guerre, toute la famille Langer se retrouve, sauf la grand-mère, qui a été tuée.
Parmi les enfants d'Augustine Le May, Gérard Le May devient agriculteur comme ses parents ; Georges Le May devient prêtre.
Augustine Le May meurt le 28 août 2001.

## Reconnaissance

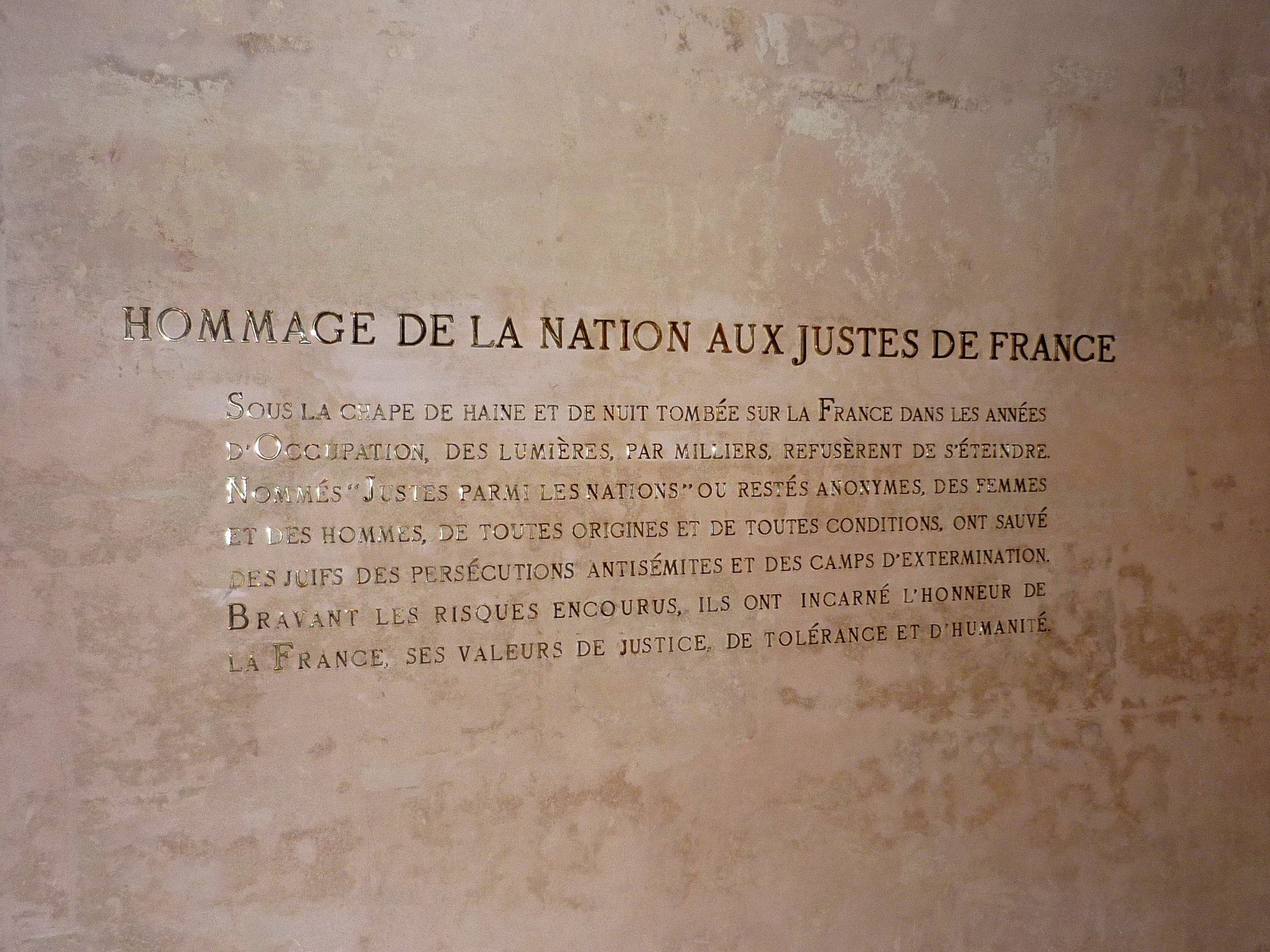
« Hommage de la Nation aux Justes de France », inscription murale au Panthéon.

Augustine Le May est reconnue « Juste parmi les nations » le 18 juin 2007 par l'Institut Yad Vashem. La cérémonie de reconnaissance a lieu le 29 novembre 2007 à la mairie de Buléon,.